# Mario Party DS
Mario Party DS (マリオパーティDS, Mario Pāti Dī Esu) é um jogo eletrônico de grupo desenvolvido pela Hudson Soft e publicado pela Nintendo. É um título derivado da série Mario Party. Foi lançado para Nintendo DS em novembro de 2007 e relançado para o Wii U, por meio do Virtual Console, em abril de 2016.

## Enredo
Durante uma noite, caem 5 Cristais Celestes (Sky Crystals) em uma ilha, sendo que um deles cai perto de Mario. No próximo dia, ele conta a seus amigos o ocorrido. Enquanto eles conversam, Kamek deixa convites feitos por Bowser, que os convida para uma festa. Após chegarem no castelo, Bowser prende Mario e sua turma, e os encolhe usando o Minimizador (Minimizer). Kamek os expulsa do castelo, roubando o cristal de Mario. Então, os heróis partem em uma jornada para recuperar seu tamanho normal. No meio do caminho, encontram Wiggler, Toadette, Diddy Kong e Koopa, cada um com um problema diferente: Wiggler teve seu jardim destruído por uma planta, Toadette teve seus instrumentos musicais destruídos por um Hammer Bro, Diddy Kong avisa que Donkey Kong foi transformado em pedra por Dry Bones e Koopa teve seu avô preso em um livro mágico. Para ajudar os personagens com seus problemas, a turma de Mario compete entre si em um jogo de tabuleiro para obter Estrelas e, com o poder delas, derrotar o causador dos problemas (que é o boss da fase). Após ser derrotado, eles ganham um cristal. Quando recuperam os quatro, chegam ao castelo de Bowser e, após mais uma rodada do jogo, enfretam ele pelo último cristal. Após vencer, o jogador desbloqueia o quebra-cabeça Triangle Twisters e completa o modo história.

## Recepção
O jogo tem múltiplos reviews.[carece de fontes?]
Mario Party DS recebeu majoritariamente reviews positivos desde seu lançamento, embora tenha havido algumas críticas sobre a falta de jogo online e sua linha de história básica.
O jogo teve grandes vendas na primeira semana de lançamento no Japão, 234.708 cópias. Em 9 de julho de 2008, o jogo tinha vendido 1.730.191 cópias no Japão, de acordo com a Famitsu. É o 18º jogo mais vendido no Japão em 2008.
Em 31 de março de 2011, a Nintendo tinha vendido 8,21 milhão de cópias do jogo no mundo.